# Avrainville (Essonne)
Avrainville è un comune francese di 1 045 abitanti situato nel dipartimento dell'Essonne nella regione dell'Île-de-France.

## Storia
In questo comune nel settembre del 1980 è stato aperto il primo Buffalo Grill.

### Simboli
I due pastorali ricordano gli abati di Saint-Germain-des-Prés, signori di Avrainville, e il covone di grano simbolizza l'attività agricola del comune. Lo scudo è sormontato dalla corona muraria con tre torri prescritta dall'araldica napoleonica per i piccoli comuni.

## Società

### Evoluzione demografica
Abitanti censiti